# 佐藤智恵 (作家)
佐藤 智恵（さとう ちえ、1970年 - ）は、日本の文筆家、コンサルタント。

## 来歴・人物
兵庫県生まれ。東京大学教養学部（国際関係論）卒業。1992年NHK入局。2001年コロンビア大学経営大学院修了（MBA）。同年、ボストン・コンサルティング・グループ入社。ウォルト・ディズニー・ジャパンを経て、2012年に独立。現在は、執筆、講演のほか、コメンテーターとしてテレビ番組に出演。コンフィデンスアワード・ドラマ賞、日本放送文化大賞ほか、テレビ番組の審査委員を務める。著書は経営、リーダーシップ、MBA、テレビ論など多岐にわたる。

## 経歴
1992年4月 NHK入局。
2001年5月 米国コロンビア大学経営大学院修了。経営学修士（MBA）取得。
2001年8月 ボストン・コンサルティング・グループ入社。
2003年6月 ウォルト・ディズニー・ジャパン株式会社に入社。
2012年1月 作家・コンサルタントとして独立。
2014年4月〜 公益財団法人大学基準協会 認証評価委員会委員。
2016年4月〜 TBSテレビ番組審議会委員。
2017年6月〜 日本ユニシス株式会社取締役（社外取締役）。

## 著書
単著
- 『ゼロからのMBA』新潮社 2003　のち新潮文庫
- 『外資系の流儀』新潮新書　2012
- 『悩みの99%が一気に解決!魔法のコンサル思考術』新潮社  2013
- 『世界最高MBAの授業』　東洋経済新報社　2013
- 『世界のエリートの「失敗力」』PHPビジネス新書 2014
- 『ハーバード合格基準』講談社 2014
- 『テレビの秘密』新潮新書 2015
- 『ハーバードはなぜ仕事術を教えないのか』日経BP社 2015
- 『ハーバードでいちばん人気の国・日本』PHP新書　2016[7][8]
- 『スタンフォードでいちばん人気の授業』幻冬舎 2017
- 『ハーバード日本史教室』中公新書ラクレ　2017
- 『ハーバードの日本人論』中公新書ラクレ　2019

共著
- 『太平洋戦争 日本の敗因〈6〉外交なき戦争の終末』NHK取材班　角川文庫 1995
- 『世界最高峰ビジネススクールの「人生を変える言葉」』早川書房編集部共編 早川書房  2013

翻訳
- 『巨大な夢をかなえる方法 世界を変えた12人の卒業式スピーチ』ジェフ・ベゾス,ディック・コストロ,トム・ハンクス,サルマン・カーン,ジャック・マー,チャールズ・マンガー,イーロン・マスク,ラリー・ペイジ,シェリル・サンドバーグ,マーティン・スコセッシ,メリル・ストリープ,ジェリー・ヤン 文藝春秋 2015

## 出演
テレビ
- 情報プレゼンター　とくダネ!（フジテレビ　2014年1月〜　不定期） コメンテーター
- チャージ730!（テレビ東京　2015年4月〜）コメンテーター
- モーニングチャージ（テレビ東京　2016年4月〜11月）コメンテーター[9]
- 日経スペシャル 未来世紀ジパング〜沸騰現場の経済学〜（テレビ東京　2015年1月19日）
- TBSレビュー（TBS 2015年7月5日〜不定期）
- 世界一受けたい授業（日本テレビ　2016年4月2日、2017年10月28日〜不定期）
- そこまで言って委員会NP（読売テレビ 2017年9月24日）
- 深層NEWS（BS日テレ 2017年11月3日）
- 日経プラス10（BSジャパン　2017年12月20日）
- ビーバップ!ハイヒール（朝日放送テレビ 2018年4月12日）

ラジオ
- J-WAVE TOKYO MORNING RADIO(J-WAVE 2015年9月15日、2018年1月9日)[10]
- クロノス（エフエム東京　2014年4月3日、2015年6月1日）[11]

## 連載
雑誌
- コンフィデンス（oricon ME）
- 中央公論（2017年9月号、2019年3月号〜不定期）

Webサイト
- 『スタンフォード　最強の授業』　日経電子版
- 『ハーバードの知性に学ぶ「日本論」』ダイヤモンド・オンライン

新聞
- 「著者来店」読売新聞（2014年3月23日）
- 「丸の内キャリア塾」日本経済新聞（2015年4月27日）[12]